# Cymatogramma chiron
Cymatogramma chiron är en fjärilsart som beskrevs av Juan Cristóbal Gundlach 1881. Cymatogramma chiron ingår i släktet Cymatogramma och familjen praktfjärilar. Inga underarter finns listade i Catalogue of Life.